# Eucanuella spinifera
Eucanuella spinifera is een eenoogkreeftjessoort uit de familie van de Aegisthidae. De wetenschappelijke naam van de soort is voor het eerst geldig gepubliceerd in 1901 door Scott T..